# Kelim

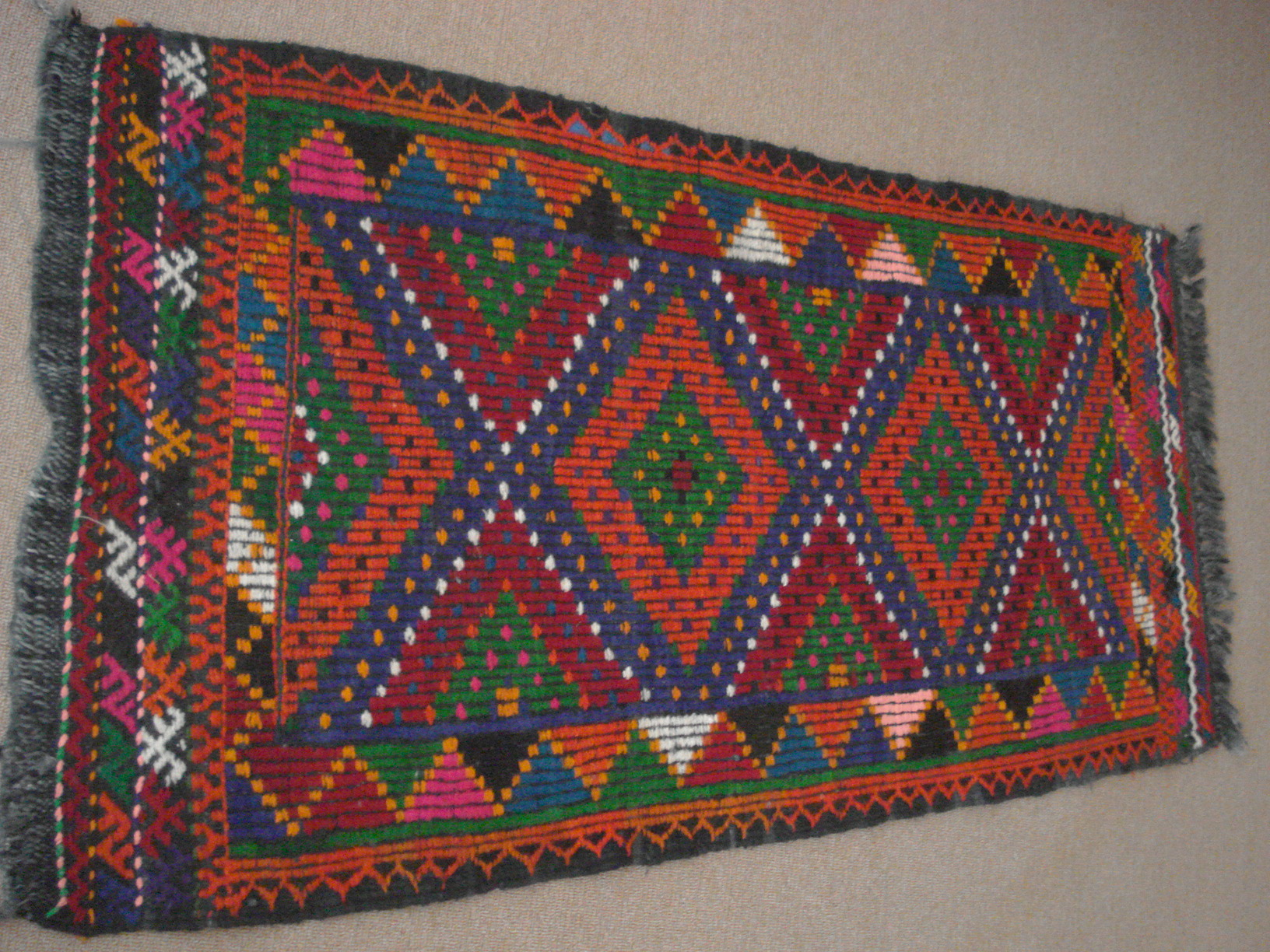
Handgemaakte kelim uit Eşme, Uşak (Turkije)

Een kelim is een  plat handgeweven tapijt zonder pool met ingewikkelde of geometrische patronen, meestal van oosterse oorsprong, van de Balkan tot Pakistan. Het is waarschijnlijk de vroegst bekende vorm van tapijtkunst.
De benaming Kelim is Turks en komt van het Perzische gelim (گلیم). Er worden verschillende vormen van het woord gebruikt; in de Balkan, in het Grieks: (κιλίμι) en in het Koerdisch wordt het berr genoemd.
De voornaamste gebieden van herkomst zijn: Shiraz, Senné en Bidzjar in Iran en Anatolië.
Het bijzondere van de Kelim weeftechniek is, dat de patronen aan beide zijden meestal gelijk zijn, er is dus geen voor- of achterkant. Een kelim kan gebruikt worden als vloer- of wandkleed. Ze worden door moslims ook gebruikt als bidkleedjes. Het meest gebruikte materiaal voor de patronen van kelims is wol en voor de scheringdraden gebruikt men katoen. De traditioneel gebruikte kleuren zijn rood, roze, ivoor, blauw en groen.